# معماری فاشیستی

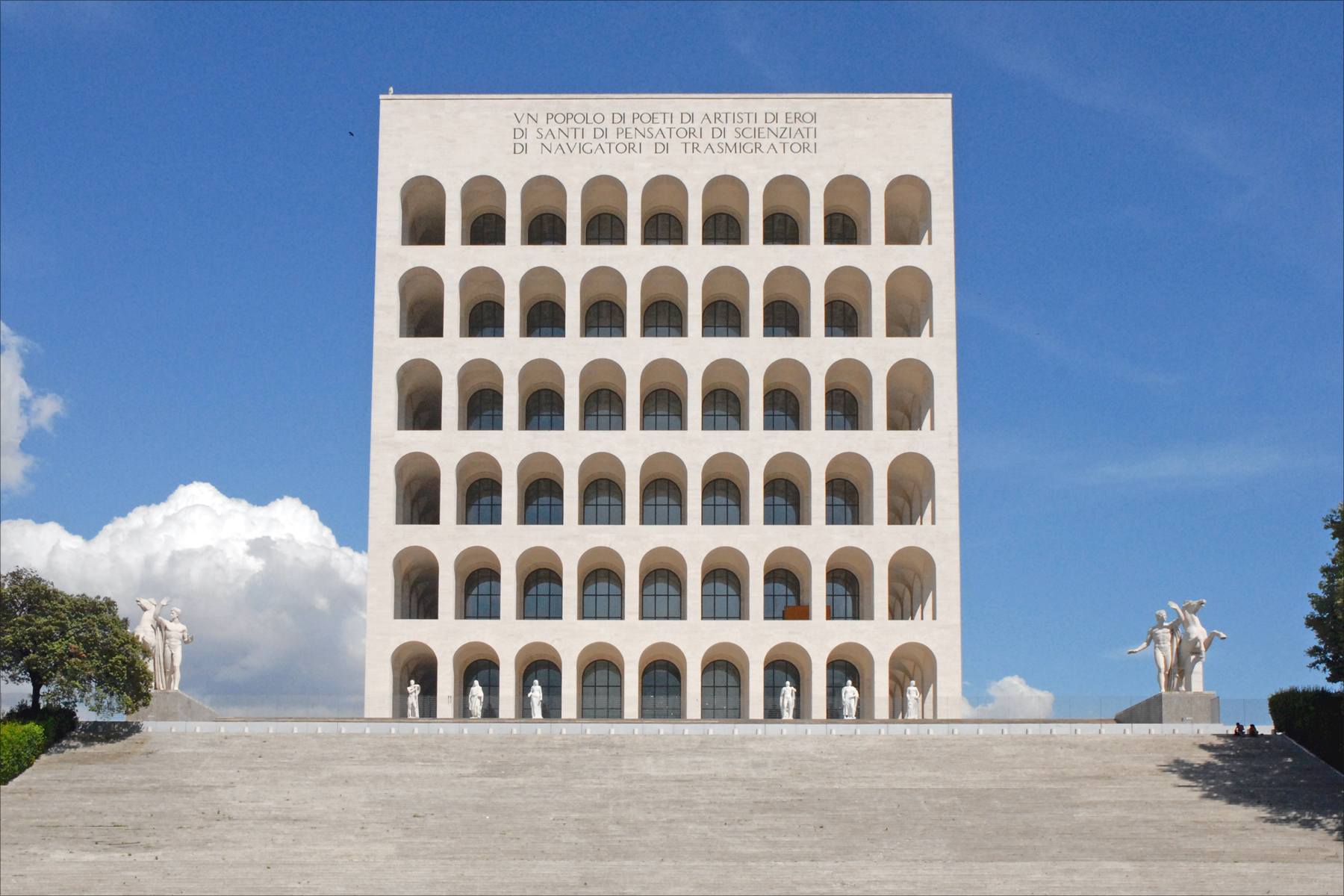
تلفیقی از معماری فاشیستی و معماری نئوکلاسک در ایتالیا.

معماری فاشیستی (به انگلیسی: Fascist architecture) یک سبک از معماری است که به وسیلهٔ معماران جوامع فاشیستی درابتدای قرن بیستم وسعت یافت. این سبک در اواخر دهه ۱۹۲۰ با ظهور مدرنیسم در جوامع ناسیونالیستی که دولت‌های فاشیست آن‌ها را اداره می‌کردند، به محبوبیت رسید. این سبک به معماری رم باستان شباهت دارد.
بهر حال ساختمان‌های دوره فاشیست فاقد طراحی زیبا بوده و بر اساس تقارن و سادگی ساخته شده و تزیینات کمی داشتند.
هر دو رهبر فاشیست یعنی بنیتو موسولینی و آدولف هیتلر از این سبک جدید معماری به عنوان ابزاری برای متحد کردن شهروندان تحت رهبریشان استفاده کردند و سعی کردند یک دوره جدید از فرهنگ ملی را به وجود آوردند و یک قانون مشخص ملی را نمایش دهند.
امروزه بخاطر مغلوب شدن قدرت‌های فاشیستی در جنگ جهانی دوم، معماری فاشیستی به ندرت دیده می‌شود.
ایدئولوژی سیاسی فاشیست همراه با سبک معماری آن، پس از جنگ جهانی دوم به سرعت رو به نابودی رفت و در نتیجه بعد از دوره فاشیست ساختمان جدیدی با این سبک معماری ساخته شد.

## تاریخچه
سبک معماری فاشیست بازتاب ارزش‌های سیاسی فاشیست بود که در ابتدای قرن بیستم و پس از جنگ جهانی اول ظهور پیدا کرد.
فلسفه ی آن به وسیلهٔ ملت بسیار ناسیونالیستی که توسط حکومت دیکتاتوری اداره می‌شوند تعریف شد.
با نگرشی به معنویت، جامعه فاشیست به ملت نگاه برتری دارد و ملت را از فردیت بالاتر می‌داند.
جامعه فاشیست همه فرهنگ‌ها و عقیده‌هایی را که از تاریخ و فرهنگ گذشته این ملت نیامده باشد، نادیده می‌گیرد.
بعد از ویرانی‌های فیزیکی و اقتصادی جنگ جهانی اول، چشم‌انداز روشن اروپای غربی، به سمت جامعه با ثبات اقتصادی متحد و قوی سوق پیدا کرد که این مهم فضای مناسبی را برای ظهور فاشیسم و بنگاه‌مداری فراهم کرد.

## فاشیسم ایتالیایی و آلمانی
معماری فاشیسم تحت قوانین بنیتو موسولینی در ایتالیا از سال ۱۹۲۲ تا ۱۹۴۳ محبوب شد.
در این دوره او(بنیتو موسولینی) سیستم اجرایی حکومت ایتالیا را از نخست‌وزیری به دیکتاتوری تغییر داد.
چند سال بعد از بدست گرفتن حکومت، خود را به رهبر ایتالیا تبدیل کرد.
به محض رسیدن به حکومت، فاشیسم و ایده‌آلیست را جایگزین دمکراسی در ایتالیا کرد.
او از همه شکل‌های رسانه، من جمله هویت معماری ایتالیا استفاده کرد.
سبک جدید معماران مدرن، یکی از راه‌هایی بود که به او کمک کرد که ایتالیای واحد فاشیست را بسازد.
وقتی که او از معماران خواست که یک سبک معماری فاشیست بسازند، آن‌ها از سبک‌های گذشته معماری رم تقلید کردند که غرور تاریخی و حس میهن‌پرستی ایتالیایی در آن وجود داشته باشد.
معماری فاشیست یکی از شیوه‌های متعدد موسولینی برای قدرت بخشیدن به فرهنگ تازه به وجود آمدهٔ فاشیست، به عنوان یک دوره جدید و خاص در ایتالیا بود.
درست مشابه آن، در زمانی که هیتلر در سال۱۹۳۳ به حکومت رسید و شیوه حکومت آلمان را به دیکتاتوری تبدیل کرد، از معماری فاشیست به عنوان یکی از ابزارهای متعدد خود برای یکپارچه کردن آلمان تحت حکومتش بهره گرفت. در نظر هیتلر سه عامل اساسی، معماری آلمان فاشیست را برجسته می‌ساخت: پایداری، ابعاد عظیم و سرعت ساخت آن.
نقشهٔ هیتلر این بود که برلین را پس از پیروزی نیروهای نازی در جنگ دوم جهانی با نام Germania یاWelthauptstadt بازسازی کند و برای این کار از معمار مورد علاقه خود، آلبرت اشپر خواسته بود که این ابر شهر جدید را با معماری فاشیست طراحی کند.

## معماران
برجسته‌ترین معماران سبک فاشیست ایتالیایی و آلمانی در این دوره Giuseppe terragni, مارچلو پیاسنتینی وآلبرت اشپیر بودند.